# 圣西尔韦斯特-普拉古兰
圣西尔韦斯特-普拉古兰（法語：Saint-Sylvestre-Pragoulin，法語發音：[sɛ̃ silvɛstʁ pʁaɡulɛ̃]）是法国多姆山省的一个市镇，位于该省北部，与阿列省接壤，属于里永区。

## 地理
圣西尔韦斯特-普拉古兰（46°3'15"N, 3°23'37"E）面积23.81 平方千米，位于法国奥弗涅-罗讷-阿尔卑斯大区多姆山省，该省份为法国中南部省份，北起阿列省接壤，东临卢瓦尔省，南至上盧瓦爾省和康塔爾省，西接科雷兹省和克勒兹省。
与圣西尔韦斯特-普拉古兰接壤的市镇（或旧市镇、城区）包括：布吕雅斯、欧特里沃、圣约尔、巴和勒扎、朗当、圣普列斯特-布拉姆方、莱塞尔新城。

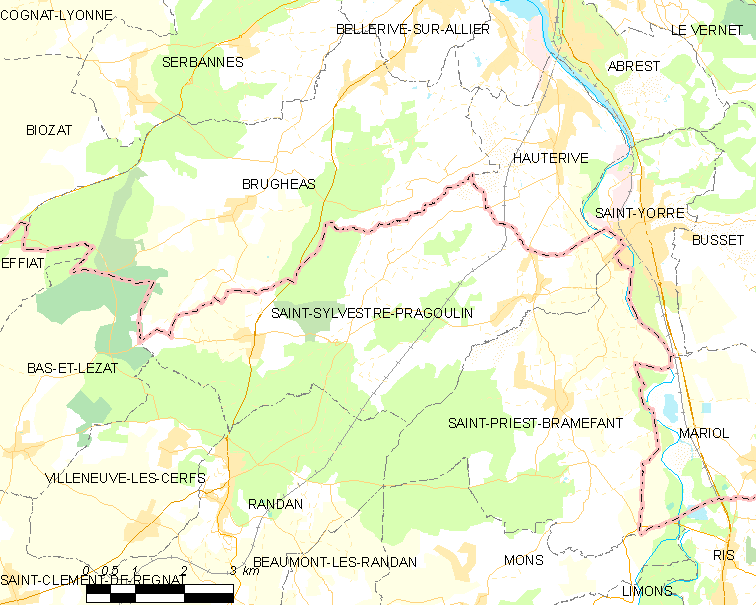
圣西尔韦斯特-普拉古兰的OSM定位图

圣西尔韦斯特-普拉古兰的时区为UTC+01:00、UTC+02:00（夏令时）。

## 行政
圣西尔韦斯特-普拉古兰的邮政编码为63310，INSEE市镇编码为63400。

## 政治
圣西尔韦斯特-普拉古兰所属的省级选区为马兰格县。

## 人口

1962-2008年间圣西尔韦斯特-普拉古兰人口变化图示

圣西尔韦斯特-普拉古兰于2022年1月1日时的人口数量为1065人。